# Ayer la vi
Ayer la vi es una canción de Don Omar, perteneciente al álbum reedición King of Kings Armagedón Edition de 2006.

## Posiciones
| Lista                            | Posición |
| -------------------------------- | -------- |
| Latin Airplay (Billboard)        | 8        |
| Latin Rhythm Airplay (Billboard) | 2        |
| Hot Latin Songs (Billboard)      | 8        |

## Recepción
la canción fue nominada a Premios Billboard de la Música Latina en la categoría de Reggaetón del año de 2008. La canción fue número 8 en Hot Latin Songs de Billboard siendo considerada una de las mejores canciones del artista de su catálogo en ese listado.